# ایندیان گاردنز (آریزونا)
ایندیان گاردنز (به انگلیسی: Indian Gardens) یک منطقهٔ مسکونی در ایالات متحده آمریکا است که در آریزونا واقع شده‌است. ایندیان گاردنز ۱٬۴۰۳ متر بالاتر از سطح دریا واقع شده‌است.